# 친선 경기

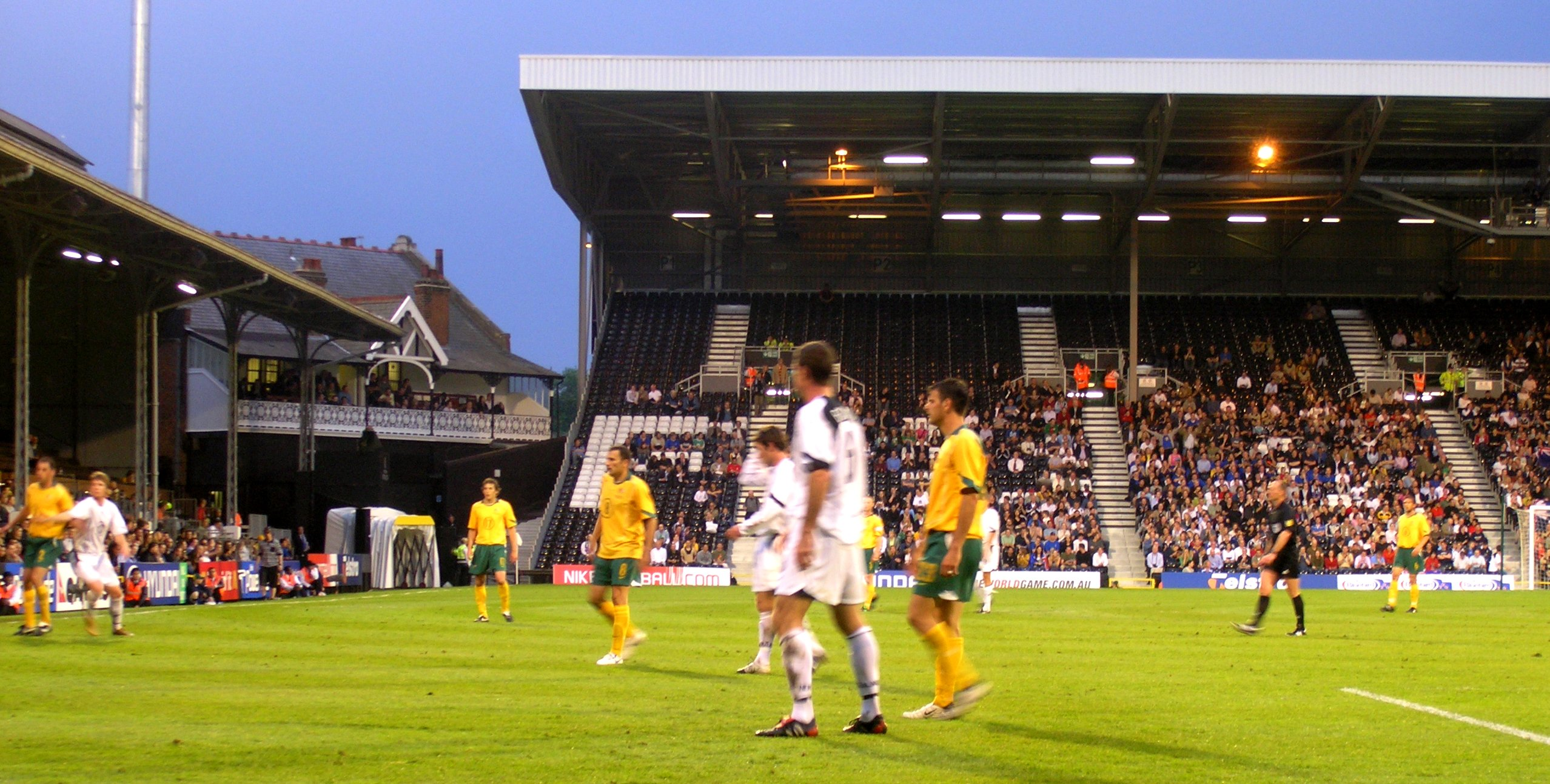
오스트레일리아와 뉴질랜드 사이의 축구 친선 경기

친선경기(親善競技, Exhibition game 혹은 Friendly game)는 경기 결과와 관계 없이 이루어지는 스포츠 경기이다. 두 팀이 친선 경기를 벌일 수 있지만 때때로 같은 팀 내에서 편을 나누어 벌이기도 한다. 주로 프리시즌에 본경기에 앞서 대비하거나 팀 동료들과 호흡을 맞추기 위해서 한다. 자선 기금을 모금하기 위해서 하는 경우도 있다.
대표적으로 축구, 야구, 농구 등의 스포츠의 친선 경기가 있고, 체스, 스누커 등의 스포츠에도 존재한다.

## 같이 보기
- 겨루기